# Casa Sports Football Club 2012-2013
Questa voce raccoglie le informazioni riguardanti il Casa Sport Football Club nelle competizioni ufficiali della stagione 2012-2013.

## Rosa
| N. |                    | Ruolo | Calciatore                |
| -- | ------------------ | ----- | ------------------------- |
| 1  | Senegal (bandiera) | P     | Maguette Gningue          |
| 2  | Senegal (bandiera) | D     | Souleymane Mané           |
| 3  | Senegal (bandiera) | D     | Abdoulaye Diallo          |
| 4  | Senegal (bandiera) | D     | Mame Saër Thiouné         |
| 5  | Senegal (bandiera) | D     | Mody Traoré               |
| 6  | Senegal (bandiera) | D     | Assane Gakou              |
| 7  | Senegal (bandiera) | C     | Ismaïla Diarra Badji      |
| 8  | Senegal (bandiera) | C     | Pierre Benoît Aubïa Manga |
| 9  | Senegal (bandiera) | A     | Emile Paul Tendeng        |
| 10 | Senegal (bandiera) | C     | Dominique Mendy           |
| 11 | Senegal (bandiera) | A     | Mamadou Diatta N'Diaye    |
| 12 | Senegal (bandiera) | C     | Kémo Soumaré              |
| 13 | Senegal (bandiera) | D     | Yaya Sonko                |
| 14 | Senegal (bandiera) | C     | Christian Pascal Diatta   |
| 15 | Senegal (bandiera) | D     | Blaise Mingou             |

| N. |                    | Ruolo | Calciatore                  |
| -- | ------------------ | ----- | --------------------------- |
| 16 | Senegal (bandiera) | P     | Samuel Sagna                |
| 17 | Senegal (bandiera) | C     | Mamanding Kidiera           |
| 18 | Senegal (bandiera) | A     | Karim Ben Badji             |
| 19 | Senegal (bandiera) | C     | Alouise Thiaw               |
| 20 | Senegal (bandiera) | A     | Aliou Coly                  |
| 21 | Senegal (bandiera) | C     | Assané Dramé                |
| 22 | Senegal (bandiera) | A     | Pape Souleymane Sané        |
| 23 | Senegal (bandiera) | C     | Youssouph Coly              |
| 24 | Senegal (bandiera) | A     | Baba Kobena Koussounou Kébé |
| 26 | Senegal (bandiera) | A     | Siaka Sané                  |
| 27 | Senegal (bandiera) | D     | Jérôme Gomis                |
| 28 | Senegal (bandiera) | A     | Pape Sané                   |
| 29 | Senegal (bandiera) | D     | Bonaventure Mancabou        |
| 30 | Senegal (bandiera) | A     | Alouise Thiaw               |